# Joachim Lünenschloß

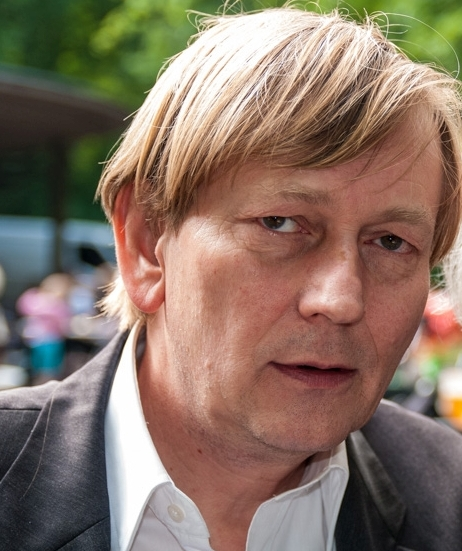
Joachim Lünenschloß (2015)

Joachim Lünenschloß (* 17. August 1955 in Bassum) ist ein deutscher Filmproduzent, Schauspieler, Kunstmaler, Bildhauer, Regisseur und Autor.

## Leben
Joachim Lünenschloß machte eine Tischlerlehre, dann Zivildienst in Syke/Bremen. Anschließend studierte er autodidaktisch freie Malerei und Fotografie in Bremen und Berlin. 1980/84 folgten Studienaufenthalte in New York und Mexiko, 1985 ein Arbeitsaufenthalt in Alaska. Lünenschloß lebt seit 2003 in Köln.

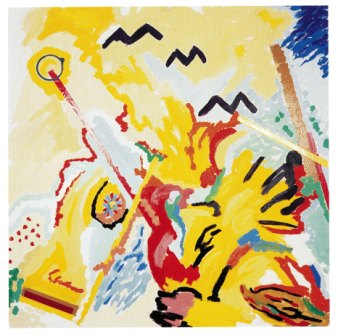
Joachim Lünenschloß - Ohne Titel - 1985–88

Anfang der 1980er Jahre begann Lünenschloß, sich intensiv mit der Filmkunst und dem Schauspiel auseinanderzusetzen. So nahm er 1981 an einem Regieseminar beim russischen Filmregisseur Andrei Tarkowski teil, war 1982 Gaststudent an der Deutschen Film- und Fernsehakademie Berlin, wo er unter anderem ein Filmseminar zum Filmregisseur Georg Wilhelm Pabst und von Karsten Witte (Filmwissenschaftler, Film-Kritiker und Publizist) besuchte.
1983 gründete Lünenschloß das Atelier in den Gerichtshöfen in Berlin-Gesundbrunnen, wo er ab 1985 auch eigene Ausstellungen durchführte. 1989/90 beteiligte er sich an 70 Berliner Künstler in der Pumpe, Berlin.
Seine erste Arbeit als Schauspieler war die Rolle des Vilain im Stück Aufstieg zu Prospero von Volker Lüdecke, das in Ausschnitten auf Einladung des Berliner Theatertreffens 1988 gezeigt wurde (eine Paraphrase des Shakespearischen Sturm). Er spielte u. a. in der Theaterbearbeitung des Hörspiels Der gute Gott von Manhattan von Ingeborg Bachmann unter der Regie von Karsten Eckard (1996) und Übung. Macht., die der Regisseur Stefan Nolte 1998 in der Kulturbrauerei Berlin erarbeitete. In der Inszenierung Der Tunguska – Meteorit am Werktheater Wedding mit Iris Disse, Sainkho Namchalak und Grace Yoon war er 1991 Regieassistent der Regisseurin Isabella Mamatis.
Ab Ende der 1980er Jahre war Lünenschloß Mitglied des Berliner Filmbüros e. V. und einige Jahre im Vorstand des Vereins. In dieser Zeit beteiligte er sich als Abgesandter des Berliner Filmbüros an Arbeitstreffen (mit Vertretern aus der Filmbranche) zu einer Novellierung des West-Berliner Filmförderungsgesetzes. Das Filmbüro veranstaltete u. a. Drehbuch- und Filmkalkulationsseminare, zeigte Kurzfilme während der Berlinale 1990 im Kino – LKW Mirona, das von den Brüdern Thomas und Franz Winkelkotte betrieben wurde.
1989 gründete Lünenschloß die Firma „Filz – Film – Produktion – Verleih“. Als Produzent, Regisseur und Schauspieler fungierte er beim Kurzfilm Bilder – Ausstellung, Bilder einer Ausstellung (1989). Er war Produzent und Hauptdarsteller des Kinofilms Salmiak Noir (1992) von Volker Lüdecke. Der Film lief auf den Filmfestivals in Umeå, San Sebastian und Groningen. Seit Anfang der 1990er Jahre arbeitet er mit Schwarzweißfotos, die er malerisch bearbeitet.
Seit 2003 arbeitet Lünenschloß an einem Kinospielfilmprojekt mit dem Titel: Miriamba, in dem die Schauspielerin Miriam Goldschmidt die Hauptrolle spielen soll. 2010 gründete er die Neue Filz GmbH Köln. 2013/14 stellte er das Drehbuch zu Miriamba fertig.
Seit dem Tod Miriam Goldschmidts 2017 lässt Joachim Lünenschloss die Vorbereitungen zu dem Kinospielfilmprojekt - MIRIAMBA ruhen.
Er arbeitet zurzeit an seinen Projekten "Anton" und "Neustädter Paulgeschichten" und bereitet die Veröffentlichung seines Romans "Der Störenfried" vor.

## Ausstellungen (Auswahl)
- 1982: Erste Einzelausstellung in der Galerie Bloom Berlin, in der er abstrakte Malerei und Collagen zeigte. Titel: Beim Durchstreifen des Urwalds entdeckte ich mich selbst.
- 1993: Galerie Lebendiges Museum, Schering Kunstverein Berlin, Triptychon: Images of Alaska (Schwarz/weiß Großfotos/Fotocollage).
- 1994 Bar-Galerie Schwitters Berlin.
- 1996: Installation im Atelier Wedding, "Verletzung, ein Gebäude erzählt".
- 2011: Ausstellungsbeteiligung, Cape Cologne Köln, Künstler für die Halle zehn, neue Positionen – neue Arbeiten[4].

## Theater (Auswahl)
- 1988: Berlin: Aufstieg zu Prospero
- 1991: Der Tunguska - Meteorit (Regieassistenz)
- 1996: Berlin: Der gute Gott von Manhattan
- 1998: Berlin: Übung. Macht.

## Filmografie (Auswahl)
- 1986/87: Die Gute Nachricht
- 1988: Judas und Erwin
- 1989: Bilder – Ausstellung, Bilder einer Ausstellung (Regie)
- 1990: Endlich Allein![5]
- 1990/92: Salmiak Noir
- 2004: SK Kölsch, Der letzte der Hippies
- 2011: Frauke hat gesagt … oder die Fortbildung[6]
- 2014: Miriamba, Vorschaufilm zum Spielfilmprojekt (Regie)

## Hörfunkbeiträge
- Hans-Detlef von Kirchbach, Jochen Lubig, Joachim Lünenschloss: Erlebte Geschichten mit Miriam Goldschmidt WDR 5, 25. Dezember 2014.
- Hans-Detlef von Kirchbach, Joachim Lünenschloß: Die Stimme ist sein Markenzeichen - Rolf Becker in der Reihe Erlebte Geschichten, WDR 4, 2017.